# 논/쟁
《논/쟁》은 매주 목요일 밤 12시 10분에 방송 중인 JTBC의 시사 토론 프로그램이다.

## 기획 의도
양극단 투쟁의 시대, 가장 필요한 토론의 시간. 첨예한 이슈를 꺼내 90분 간 논리로 묻고 답한다. 논/쟁.

## 방송 시간
| 방송 채널 | 방송 기간             | 방송 시간           |
| --------- | --------------------- | ------------------- |
| JTBC      | 2025년 3월 6일 ~ 현재 | 목요일 밤 12시 10분 |

## 진행자

### 메인
- 1대 : 오대영 라이브뉴스부장[1] (2025년 3월 6일 ~ 2025년 7월 24일)
- 2대 : 김필규 보도국장 (2025년 8월 7일 ~ 현재)

### 서브
- 이수진 기자[2] (2025년 3월 6일 ~ 2025년 7월 24일)

## 같이 보기
- MBC 100분 토론